# Charles Cheboi Simotwo
Charles Cheboi Simotwo (* 15. Juni 1995) ist ein kenianischer Mittelstreckenläufer, der sich auf den 1500-Meter-Lauf spezialisiert hat.

## Sportliche Laufbahn
Erste Erfahrungen bei internationalen Meisterschaften sammelte Charles Simotwo bei den Afrikaspielen 2019 in Rabat, bei denen er mit 3:38,51 min die Bronzemedaille im 1500-Meter-Lauf hinter seinem Landsmann George Manangoi und Ayanleh Souleiman aus Dschibuti gewann. Anschließend nahm er an den Militärweltspielen in Wuhan teil und belegte dort in 3:50,48 min den sechsten Platz. 2021 qualifizierte er sich über 1500 m für die Olympischen Spiele in Tokio, bei denen er mit 3:34,61 min im Halbfinale ausschied. Im Jahr darauf startete er bei den Weltmeisterschaften in Eugene und kam dort mit 3:37,66 min nicht über den Vorlauf über 1500 Meter hinaus.

## Persönliche Bestzeiten
- 1500 Meter: 3:30,30 min, 9. Juli 2021 in Monaco
- Meile: 3:49,40 min, 1. Juli 2021 in Oslo